# Salmijärvi
Salmijärvi is een dorp binnen de Zweedse gemeente Pajala. Het dorp is te bereiken via een eigen weg naar Lautakoski vanuit Junosuando. Het dorp is omsloten door meren. Binnen een straal van 3 kilometer liggen Salmijärvi (het meer), Outojärvi, Iso Rantajärvi, Huhtajärvi, Karijärvi, Sainjärvi, Suinajärvi, Kentäntakanenjärvi, Puusujärvi, Mustaniemenjärvi, Isojärvi.
Aareavaara · Anttis · Huukki · Isovaara · Jarhois · Juhonpieti en Erkheikki · Junosuando · Kainulasjärvi · Kangos · Kardis · Kassa · Kätkesuando · Käymäjärvi · Kaunisvaara · Kengis · Kenttä · Keräntöjärvi · Kieksiäisvaara · Kiilarova · Kihlanki · Kitkiöjärvi · Kitkiöjoki · Kolari · Kompelusvaara · Korpilombolo · Kurkkio · Lahenpää · Lahnajärvi · Lautakoski · Liviöjärvi · Lovikka · Männikkö · Muonionalusta · Muodoslompolo · Narken · Nuuksujärvi · Ohtanajärvi · Oksajärvi · Pääjärvi · Pajala · Parkalompolo · Pentäsjärvi · Peräjävaara · Pimpiö · Ristimella · Ruosteranta · Sahavaara · Saittarova · Salmijärvi · Särkimukka · Sattajärvi · Selkäjärvi · Suaningi · Talinen · Tärendö · Teurajärvi · Torinen · Törmäsniva · Tornefors